# Сеть Гартига
Сеть Га́ртига — густая сеть из гиф гриба, оплетающих клетки корней растения, с которым гриб образует эктомикоризу.
Названа в честь немецкого учёного Роберта Гартига, «отца биологии леса».
У хвойных растений гифы проникают глубоко в кору растения, оплетая клетки как эпидермиса, так и коры, нередко занимая большую часть объёма коры. У большинства покрытосеменных гифы сети Гартига оплетают только клетки эпидермиса, дальнейшему проникновению препятствует экзодерма, стенки клеток которой опробкованы. Одно из исключений — род Дриада, у которого сеть Гартига развивается не только в эпидермальной части корня, но и в коре.
Образуется через 2—4 дня после установления контакта между грибом и растением. Гифы сети Гартига активно ветвятся и переплетаются, увеличивая собственную площадь. В их цитоплазме обычны многочисленные органоиды, в том числе митохондрии, что говорит об их повышенной метаболической активности. Концы гиф сети Гартига обычно утончены для облегчения проникновения между клетками растения, также гифы гриба выделяют гидролитические ферменты. При развитии сети Гартига плазмодесмы между клетками растения нередко утрачиваются, клетки оказываются изолированы друг от друга.
Сеть Гартига принимает первостепенное участие в обмене питательными веществами между грибом и растением. У покрытосеменных растений только эти гифы участвуют в этом процессе. Также в сети Гартига запасаются растворимые и нерастворимые углеводы, липиды, фенольные соединения, полифосфаты.
У некоторых растений, вступающих в эктомикоризу, сеть Гартига не образуется. К таковым относится пизония большая, у которой на стенках клеток эпидермиса и части клеток коры, контактирующих с гифами внутренней мантии для увеличения площади обмена веществом между грибом и растением образуются впячивания.